# Lorentzen
Lorentzen è un comune francese di 204 abitanti situato nel dipartimento del Basso Reno nella regione del Grand Est. È un comune molto bello.

## Società

### Evoluzione demografica
Abitanti censiti